# 2005年伊朗空軍C-130運輸機墜毀事件
当地时间2005年12月6日，一架伊朗空军C-130运输机在该国首都德黑兰撞上一座十层公寓楼并坠毁。本次事故是伊朗当时死亡人数第六多的事故（后来被2009年伊朗空军伊尔-76坠毁事件超越）。

## 事故过程
本机原定从德黑兰梅赫拉巴德国际机场飞往波斯湾畔的阿巴斯港国际机场。机上载有84名乘客和10名机组人员。飞机起飞后，飞行员报告发动机故障，并试图回场紧急迫降，不幸的是飞机在返回途中进入人口稠密地区，撞上一处伊朗空军宿舍楼，最后坠毁。据航空安全网的报告，本次事件总共造成机上和地面106人死亡，有媒体称死亡人数为128人。
据梅尔新闻社报道，机上乘客中有40名伊朗伊斯兰共和国广播电视台的记者，此外还有伊通社、伊朗学生通讯社和法斯通信社及平面媒体的记者。

## 救援行动
目击者说，事发后三分钟内救援队就到达现场。据特别广播服务公司报道，防暴警察被召来控制围观人群及调查涉嫌阻碍救护人员进入现场的围观者。

## 背景
由于美国对伊朗的制裁，伊朗无法向美国购买飞机整机或零件（无论用于民航或军事）。伊朗现有的美制军机都是在20世纪70年代制定的旧协定体系内购买的。有伊朗官员把该国的航空安全问题归咎于美国对其的制裁。